# Tetraena dumosa
Tetraena dumosa är en pockenholtsväxtart som först beskrevs av Pierre Edmond Boissier, och fick sitt nu gällande namn av Beier & Thulin. Tetraena dumosa ingår i släktet Tetraena och familjen pockenholtsväxter. Inga underarter finns listade i Catalogue of Life.